# Dino Battaglia
Dino Battaglia (* 1. August 1923 in Venedig; † 4. Oktober 1983 in Mailand) war ein italienischer Comiczeichner.

## Künstlerischer Werdegang
Battaglias Karriere als Comiczeichner begann 1945, als er gemeinsam mit seinen Freunden Hugo Pratt und Alberto Ongaro das Comic-Magazin Asso di Picche (deutsch: „Pik As“; benannt nach einem Comic Pratts) gründete. Für das Magazin zeichnete er Junglemen (Text: Ongaro), das später von Pratt fortgesetzt wurde. Nachdem er in den 1950er Jahren unter anderem die Westernserien Pecos Bill und El Kid gezeichnet hatte, arbeitete er in den 1960er Jahren als fester Mitarbeiter für die Magazine Corriere dei Piccoli und Corriere dei Ragazzi. Später widmete er sich Comic-Adaptationen literarischer Stoffe.
Laut Andreas C. Knigge zählt Battaglia, den er in seinen frühen Arbeiten durch Milton Caniff beeinflusst sieht, neben Hugo Pratt und Guido Crepax zu den drei größten italienischen Zeichnern; seine Zeichnungen seien „stets ruhig und von einer schweren, melancholischen Stimmung geprägt“. Battaglia wurde 1970 mit dem Yellow Kid ausgezeichnet und 1975 auf dem Festival International de la Bande Dessinée d’Angoulême als bester ausländischer Künstler geehrt.

## Deutsche Veröffentlichungen
Ein Beitrag Battaglias zu der Larousse-Reihe La Découverte du monde en bandes dessinées erschien 1981 unter dem Titel William Dampier, Pirat und Naturforscher bei Bastei in Heft 14 der Reihe Die Eroberung der Welt. 1991 veröffentlichte der Verlag Borchert in seiner Anthologiereihe Macao in Band 6 mit Der Weg zum Pazifik eine von Mino Milani geschriebene Kurzgeschichte von 1986. Weiterhin erschien 2010–2011 in Zack 137 – 140 mit Der Mann von Neuengland (1979) ein Beitrag Battaglias zu der Reihe „Un uomo, un'avventura“.
In der Edition Altamira im FAB Verlag Berlin erschienen 1990 aus Battaglias Literaturcomics die Titel Woyzeck, Der Sandmann/Das öde Haus und Golem.